# Al-Salih Ayyub
Al-Malik as-Salih Naŷm ad-Din Ayyub (en árabe: الملك الصالح نجم الدين ايوب‎, apodado Abu al-Futuh [أبو الفتوح], El Cairo, 5 de noviembre de 1205-Al Mansura, 22 de noviembre de 1249), también conocido como al-Málik as-Sálih, fue el sultán ayubí de Egipto desde 1240 hasta 1249. Dominó también Damasco a partir de 1245.

## Primeros años
En 1221 as-Sálih fue entregado como rehén al final de la Quinta Cruzada, intercambiado por Juan de Brienne, que lo fue de su padre, al-Kamil, hasta que Damieta fue reconstruida y devuelta a Egipto. En 1232 se le dio Hasankeyf en al-Yazira (ahora parte de Turquía), que su progenitor había arrebatado a los artúquidas. As-Sálih era el primogénito de al-Kamil. En 1234 su padre lo envió a gobernar Damasco; lo eliminó de la sucesión al trono de Egipto por sospechar que conspiraba contra él confabulado con los mamelucos. Su tío as-Sálih Ismaíl pronto lo expulsó de Damasco; al-Sálih huyó a al-Yazira, donde se alió con los Jorezmitas.
En 1237 al-Kamil murió dejando en herencia a as-Sálih al-Yazira, y a su otro hijo al-Adil II, Egipto. En las disputas dinásticas que siguieron, as-Sálih se hizo con el control de Damasco en 1239, y se dedicó a utilizarlo como base para la ampliación de sus dominios. Recibió a los emisarios de los antiguos emires de su padre en Egipto, que le encarecieron que eliminase a su hermano; a principios de 1240, mientras que se alistaba para invadir Egipto, se le informó que su hermano había sido capturado por sus soldados y estaba prisionero. A la vez, se le invitó a trasladarse a Egipto y asumir el sultanato. El 19 de junio de 1240, as-Sálih hizo una entrada triunfal en El Cairo y asumió la jefatura de la familia ayubí. La falta de prestigio en comparación con los tres sultanes que le habían precedido en el cargo hicieron que muchos de sus familiares, entre ellos su tío, su hermano y algunos de sus sobrinos, se negasen a jurarle fidelidad.
Era, a diferencia de la mayoría de los miembros de la familia, un hombre solitario y serio, sin la afabilidad y el interés por la cultura que solía caracterizar a los señores ayubíes. Tenía, también en contraste con el resto de la familia, ascendencia sudanesa, mientras que sus rivales mantenían el tradicional origen kurdo. Gobernante capaz, fue el último de los grandes sultanes ayubíes.

## El ascenso de los mamelucos
Una vez instalado en El Cairo, as-Sálih estaba lejos de estar seguro. La naturaleza compleja del Estado ayubí determinaba que, tanto en la propia familia real como en los clanes kurdos ligados a ella, las lealtades fluctuasen. En Egipto, una poderosa fracción de emires, la Ashrafiyya, conspiraba para derrocarlo y reemplazarlo por su tío as-Sálih Ismaíl, que había recuperado el control de Damasco después de su partida. As-Sálih se encerró en la ciudadela de El Cairo, ya no podía confiar ni siquiera en los emires otrora leales que lo habían llevado al poder. La falta de soldados leales le impelió a empezar a comprar gran número de esclavos kipchak, que estaban disponibles en gran cantidad por las invasiones mongolas de Asia central. Pronto conformaron el núcleo de su ejército; a estos soldados de origen esclavo se les conocía como mamelucos. Algunos de ellos provenían del periodo sirio de as-Sálih, antes de que se hubiese apoderado de Egipto. As-Sálih no fue el primer gobernante ayubí en hacer uso de mamelucos, pero él fue el primero en depender tanto de ellos. En lugar de limitarse a reclutar un pequeño número de mamelucos, al-Sálih estableció dos cuerpos completos de ellos, que sumaban hasta mil hombres. Una unidad era conocida como Baḥrīyah o Bahriyya (literalmente, «mamelucos fluviales»), porque estaba acuartelada en la isla Roda, en el río Nilo, al que los egipcios llaman en ocasiones Bahr al-Nil. El segundo cuerpo era el Jamdārīyah, que parece haber funcionado como guardia pretoriana de as-Sálih. Como los mamelucos posteriormente derrocaron a la dinastía ayubí y fundaron una propia, su ascenso durante el reinado de as-Sálih Ayub es de gran importancia histórica. Las referencias a los soldados de la Bahriyya tras la muerte de al-Sálih, cuando se convirtieron en el grupo dominante en Egipto, por lo general los llaman los mamelucos Bahri. A los miembros de la Bahriyya que fueron reclutados y liberados por el propio al-Sálih también se les conoce como Salihiyya, pues era habitual que los mamelucos liberados adoptasen como cognomen el nombre de quien manumitía. En vida del sultán, estos términos eran sinónimos. La mayoría eran de origen Kipchak. El grueso del gran ejército creado por al-Sálih era de caballería, se dispersaba por todo el territorio del sultanato y solo se reunía para participar en campañas concretas. Pese a la creciente importancia de los mamelucos en el sultanato, los emires libres de origen kurdo conservaron notable influencia en asuntos administrativos y militares.

## Las guerras con otros reinos ayubíes y los cruzados
Una vez que se hubo adueñado de Egipto, el sultán se enfrentó con los demás miembros de la familia que gobernaban Damasco, Hama, Homs, Alepo, Subayba y Diyarbakır. En las luchas intestinas que debilitaron a la familia ayubí, participaron, también divididos, los cruzados: mientras que los templarios sostuvieron al tío de as-Sálih, los hospitalarios tomaron partido por este. As-Sálih y sus seguidores desbarataron la invasión de Egipto que emprendieron su tío as-Sálih Ismaíl y los templarios en una batalla que los dos bandos libraron en Gaza.
Al igual que sus mamelucos Bahri eran importantes porque le permitían mantener el orden en Egipto, los jorezmitas le fueron útiles a as-Sálih para imponerse a los otros señores ayubíes de las regiones vecinas. En el verano de 1244, por invitación de as-Sálih, los jorezmitas avanzaron a través de Siria y Palestina saqueando Jerusalén el 11 de julio, que había sido entregada a Federico II, emperador del Sacro Imperio Romano por al-Kamil durante la Sexta Cruzada. Damasco se les había resistido, y lo único que consiguieron fue talar su campiña. La pérdida de Jerusalén para los cruzados resultó definitiva: nunca recobraron la ciudad.
Más tarde ese año, as-Sálih, de nuevo en concierto con los Jorezmitas, derrotó a as-Sálih Ismaíl en la batalla de La Forbie, en Siria; el tío del sultán egipcio se había aliado con el Reino cruzado de Jerusalén. El 2 de octubre de 1245, al-Sálih tomó Damasco, y fue galardonado con el título de sultán por el califa al-Musta'sim de Bagdad. Al-Sálih no fue, sin embargo, capaz de extender su autoridad más allá de Damasco, a los otros Estados ayubíes. En 1246, convencido del peligro que suponían sus aliados jorezmitas, a los que no podía controlar, se volvió contra ellos y los derrotó cerca de Homs; mató a su jefe y dispersó sus fuerzas por toda Siria y Palestina. As-Sálih conquistó Jerusalén tras la expulsión de los jorezmitas, lo que condujo a la convocatoria de una nueva Cruzada en Europa, en la que participó Luis IX de Francia. Los preparativos de la campaña llevaron varios años, pero en 1249 Luis invadió Egipto en la Séptima Cruzada y ocupó Damietta en junio. Por entonces se hallaba en Siria, cercando Hama que, junto con Alepo, se habían rebelado en 1247. Federico II que mantenía excelentes relaciones con los ayubíes egipcios y había tratado de disuadir al monarca francés de emprender una nueva cruzada, mantuvo en todo momento a as-Sálih al tanto de los preparativos franceses.

## Muerte y herencia
As-Sálih estaba combatiendo a sus primos en Siria cuando llegó la noticia de la invasión de los cruzados. Había pasado el invierno de 1248 en Damasco, esperando poder rematar la campaña contra Homs antes de tener que enfrentarse a la cruzada de Luis. Al principio creyó además que el desembarco cruzado se produciría en Siria, y no en Egipto.
Ya enfermo de tuberculosis, volvió rápidamente a Egipto y acampó en El Mansurá, donde murió el 22 de noviembre. Los preparativos que había realizado para sostener Damieta, cuya guarnición la componían beduinos famosos por su gallardía, resultaron inútiles. Había tratado en vano de intercambiar Damieta por Jerusalén, propuesta que Luis rechazó. Del tesoro del sultán, que había sido enviado a la fortaleza de Kerak en la Transjordania para evitar que cayese en manos de los cruzados, se apoderó otro ayubí.
Al-Sálih no se fiaba de su heredero, al-Muazzam Turanshah, y lo había mantenido alejado de Egipto, en Hasankeyf. La viuda de as-Sálih, Shayarat-Durr, logró ocultar su muerte hasta que Turanshah llegó para reclamar el trono. Al reinado de Turanshah, breve, le siguió un largo y complicado interregno hasta que los mamelucos Bahri finalmente tomaron el poder. As-Sálih fue así el último señor ayubí importante de Egipto, y el último en reinar tanto en Egipto como en parte de Siria y Palestina.
| Predecesor: Al-Adil II | Sultán de Egipto 1240-1249 | Sucesor: Turan Shah |